# (2255) Qinghai
(2255) Qinghai es un asteroide perteneciente al cinturón de asteroides, descubierto el 3 de noviembre de 1977 por el equipo del Observatorio de la Montaña Púrpura desde el Observatorio de la Montaña Púrpura, Nankín (China).

## Designación y nombre
Designado provisionalmente como 1977 VK1. Fue nombrado Qinghai en homenaje a Qinghai provincia de China.